# 吳澮
吳澮（1430年—？），字原深，廣東廣州府增城縣人，明朝政治人物。進士出身。

## 生平
廣東鄉試第一百十六名。天順元年（1457年）丁丑科會試第一百三十一名，殿試登進士第三甲第九十七名。

## 家族
曾祖吳德可。祖父吳性常，曾任知事。父亲吳勤。